# Relações entre Líbano e Síria
As relações entre Líbano e Síria são as relações diplomáticas estabelecidas entre a República do Líbano e a República Árabe Síria. Ambos são vizinhos, com uma extensão de 375 quilômetros na fronteira entre os dois países.
Os interesses geoestratégicos da Síria no Líbano são de longa data. Durante a era otomana, o Líbano fez parte da Grande Síria. Dos anos 1970 em diante, estas relações têm sido marcadas por fatos importantes como a ocupação do Líbano pela Síria, a Guerra Civil Libanesa, o assassinato de Rafik Hariri, e a atual Guerra Civil Síria.